# Yulia Inozemtseva
Pour les articles homonymes, voir Inozemtseva.
Yulia Inozemtseva (en russe : Юлия Сергеевна Иноземцева, Ioulia Sergueïevna Inozemtseva), née le 4 juillet 1983, est une rameuse russe.

## Palmarès

### Championnats d'Europe
- 2015 à Poznań, (Pologne)
  -  Médaille d'or en Huit